# Bevoor, Yelbarga
Bevoor là một làng thuộc tehsil Yelbarga, huyện Koppal, bang Karnataka, Ấn Độ.